# Tata (fortificación)

## Etimología

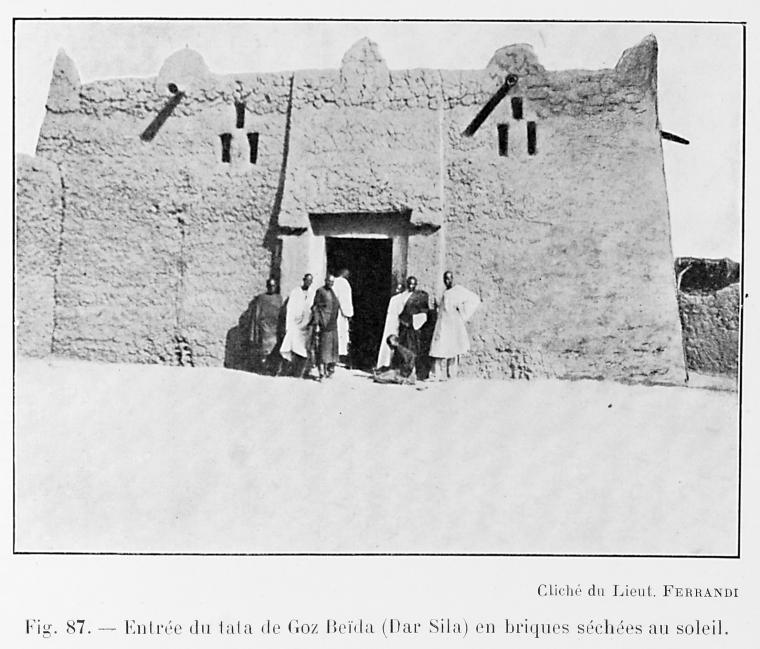
Entrada al tata de Goz Beïda en Chad (fotografía de 1918).

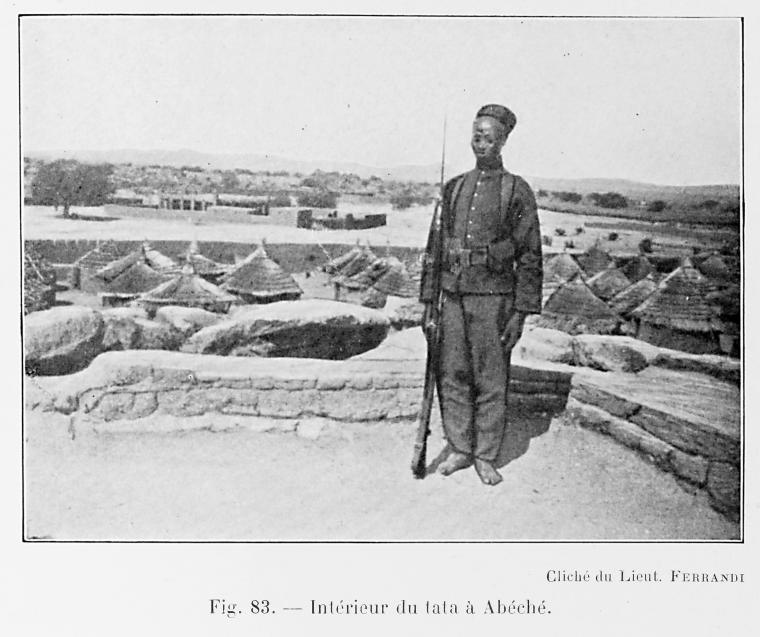
Interior del tata de Abéché en Chad (fotografía de 1918).

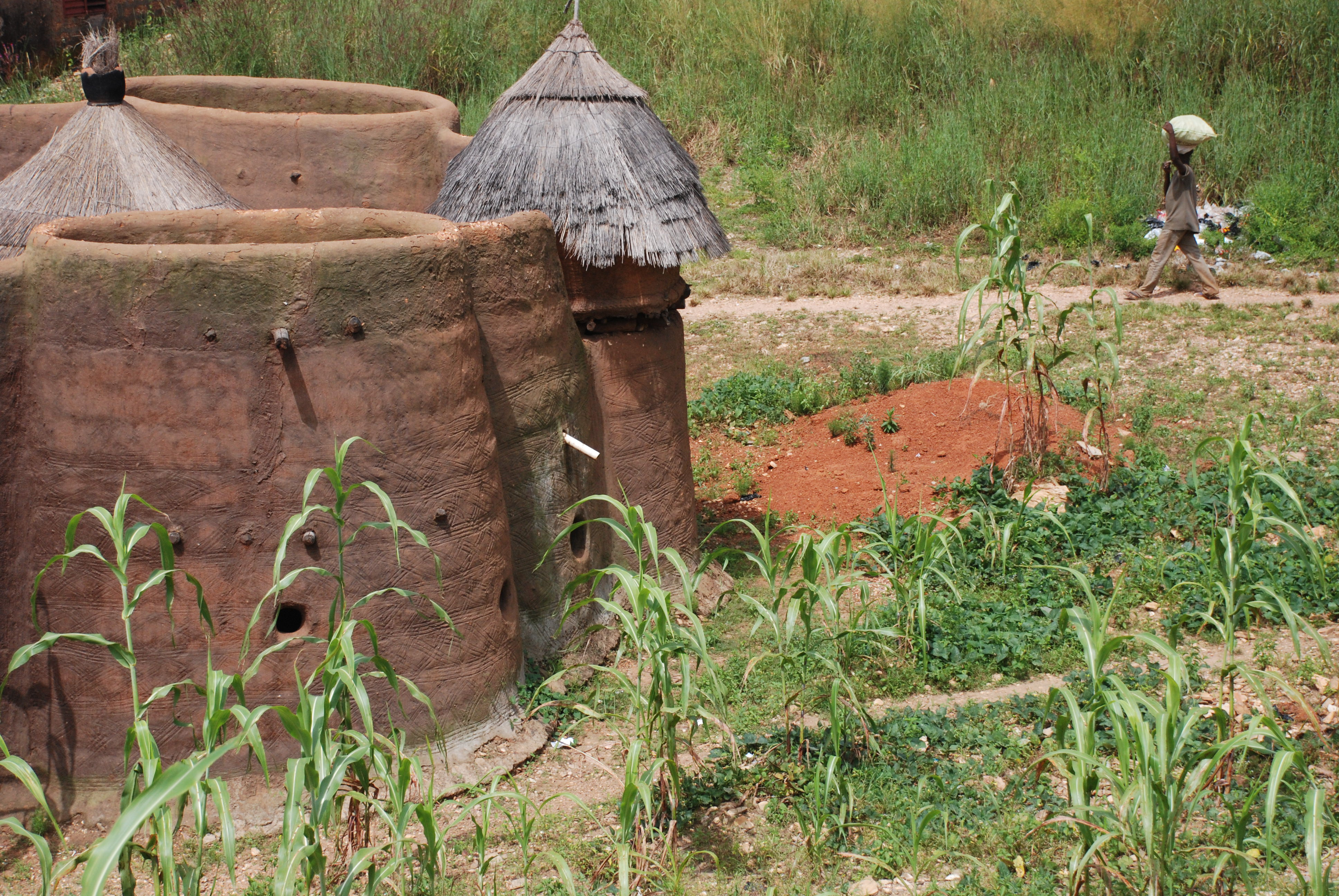
Reconstrucción para turistas del tata somba en Benín.

Tata parece ser una palabra de origen mandenká.[cita requerida]
En idioma wolof, tata significa "muralla", como en la frase Tatay Ñooro yaa ngay raaf ("el fortín de Nioro cayó en ruinas").

## Construcción
Un tata está realizado con materiales vegetales y adobe. Los muros son elevados, pudiendo alcanzar una altura de varios metros, siendo por lo tanto anchos en su base para permitir la estabilidad de la construcción. 

## Un símbolo poderoso
"Ahí estás, tú, para alejar desde lejos al enemigo, de pié, el le tata". Con estas palabras designaba el poeta y presidente senegalés Léopold Sédar Senghor una fortaleza de la época precolonial, simbolizando la fuerza de la resistencia de los antiguos imperios africanos en su defensa de su civilización contra los invasores occidentales. Numerosos tatas han en efecto sido los campos fortificados o campamentos provisionales de grandes jefes guerreros como Samory Touré, el conquistador toucouleur El Hadj Omar o el cabeza del Reino de Kanem-Bornou, Rabah.
El término ha aparecido con cierta frecuencia en textos de la negritud. No obstante, las naciones coloniales también han hecho su propio uso de este símbolo. Durante la Exposición Colonial Internacional de 1931, uno de los elementos más significativos de la exposición fue el pabellón del África Occidental Francesa, reconstrucción monumental de un tata de tipo sudanés en el cual multitud de visitantes han creído reconocer la Gran Mezquita de Djenné. Sobre dimensionado, el edificio alcanzaba los 45 metros, mientras que incluso los tatas de Tombouctou no pasan de entre 15 y 20 metros.
En Francia, la necrópolis de Chasselay, donde descansan 188 tiradores senegaleses caídos en junio de 1940, fue edificada siguiendo el modelo de los tatas tradicionales.

## Filmografía
- Le Tata Sénégalais de Chasselay : Mémoires du 25° RTS, film documentaire de Darío Arce et Rafael Gutiérrez, France, 2007, 52' - Productions Chromatiques/TLM.
- Le Tata, film documentaire de Patrice Robin et Evelyne Berruezo, France, 1992, 60'
- Tata, film de Boris Van Gils et Lucille Reyboz, Belgique, 2002, 52'